# Calozenillia olmus
Calozenillia olmus là một loài ruồi trong họ Tachinidae.